# Mon année dans la baie de Personne
Mon année dans la baie de Personne (Mein Jahr in der Niemandsbucht) est un roman autrichien en langue allemande de Peter Handke, publié en 1994.